# Battaglia di Picacho Pass
La battaglia di Pichaco Pass (detta anche battaglia di Pichaco Peak), combattuta nell'aprile 1862 a circa 80 km da Tucson (Arizona), è stata un episodio della guerra di secessione americana durante il quale una pattuglia di cavalleria nordista della California Column si scontrò con un picchetto di confederati.

## Contesto
Tra la popolazione anglo-americana di Tucson le simpatie verso i confederati erano abbastanza diffuse. Per questo motivo i confederati decisero di proclamare Tucson la capitale del distretto occidentale del Territorio Confederato dell'Arizona che comprendeva l'attuale Arizona meridionale e la parte sud del Nuovo Messico. I confederati speravano di spingere i propri sostenitori in California ad allearsi apertamente con loro al fine di ottenere uno sbocco sull'Oceano Pacifico.
Per impedire questo piano, il governo federale istituì un corpo militare, il cosiddetto California Column,  guidato dal colonnello James Henry Carleton con il compito di occupare l'Arizona partendo da Fort Yuma.

## La battaglia
Nel pomeriggio del  15 aprile 1862 dodici uomini della cavalleria nordista ed uno scout, sotto il comando del luogotenente James Barrett – che stavano perlustrando l'area nei pressi di Picacho Peak – incontrarono un drappello di confederati guidati dal sergente Henry Holmes.
Ne seguì uno scontro durante il quale Barrett venne colpito al collo da un colpo d'arma da fuoco e morì. Privi del loro comandante, i nordisti si ritirarono verso Tucson.